# Zaratán
Zaratán – gmina w Hiszpanii, w prowincji Valladolid, w Kastylii i León, o powierzchni 20,21 km². W 2011 roku gmina liczyła 5843 mieszkańców.